# Sankin kōtai
Sankin kōtai (jap. 参勤交代, dt. etwa: „wechselnde Aufwartung“) bezeichnet ein politisches Kontrollinstrument des Shōgunats in der Edo-Zeit. Das Sankin kōtai verpflichtete die Daimyō zur zeitweiligen Anwesenheit am Hof des Shōguns in der Hauptstadt Edo. Im Jahr 1635 wurden zunächst die Tozama-Daimyō verpflichtet, 1642 auch die Fudai-Daimyō.  Dieses Gesetz blieb bis 1862 in Kraft.

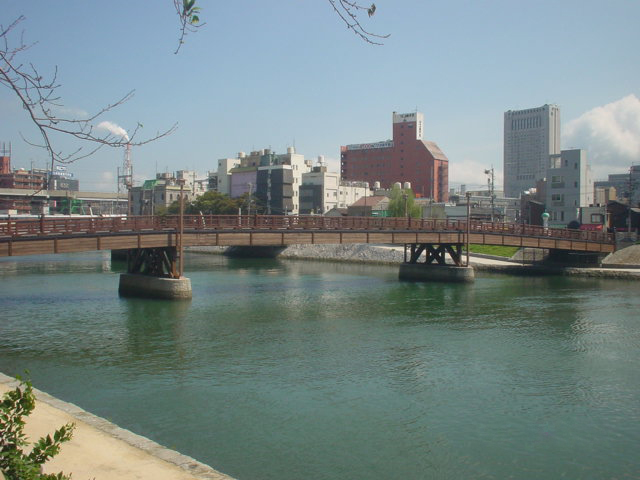
Tokiwabashi in Kitakyushu auf dem Weg nach Edo

Die japanische Regierung der Edo-Zeit strebte eine effektive Kontrolle über das Land an. Japan war zu jener Zeit in Han eingeteilt, die von Daimyō regiert wurden. Die Zentralgewalt lag beim Shōgun und seiner Bakufu (Zeltregierung) genannten Verwaltung. Da Japans großer Bürgerkrieg in der Zeit der kämpfenden Lande (Sengoku-jidai) im Wesentlichen ein Krieg unter mächtigen Daimyō gewesen war, wollte das Shōgunat eine zu große Autonomie der Provinzfürsten vermeiden und deren Handeln effektiv kontrollieren.
Zu diesem Zweck wurden die Daimyō als auch die Kōtai-Yoriai-Hatamoto verpflichtet, regelmäßig (die zeitlichen Modalitäten schwankten) in der Hauptstadt Edo zu erscheinen und Rechenschaft abzulegen. Weiterhin waren sie verpflichtet, angemessene Residenzen in Edo zu unterhalten und ihre Familien dort ganzjährig als Geiseln wohnen zu lassen.
Das Shōgunat gewann so auf zwei Arten Einfluss auf die Daimyō. Einmal den direkten, der aus den Verpflichtungen zum persönlichen Erscheinen und zum Stellen von Geiseln resultierte. Zum anderen führten die doppelte Haushaltsführung in Edo und im heimatlichen Han sowie die durch das Sankin kōtai erzwungenen Reisen zu einer erheblichen finanziellen Belastung des Daimyō. Insgesamt wurden die Daimyō so effektiv kontrolliert und zur Kooperation mit der Zentralgewalt gezwungen. Offiziell wurde das Sankin kōtai als Erfüllung der Lehnspflicht angesehen. Der lehenspflichtige Daimyō erschien mit seinen Samurai bei seinem Lehnsherrn, dem Shōgun, um diesem seine Reverenz zu erweisen.
Die Reisen der Daimyō (大名行列, daimyō gyōretsu) in Begleitung ihrer Samurai folgten den ersten Fernstraßen Japans, den Kaidō. Auf dem Weg nach Edo wurden spezielle Unterkünfte (本陣, honjin) für die reisenden Fürsten und ihr Gefolge unterhalten.
Eine längerfristige Folge des Sankin kōtai war eine Verstädterung des Lebens, da die Familien der Daimyō erhebliche Kaufkraft nach Edo brachten und ihnen Kaufleute und Handwerker nachfolgten.